# Musseromys beneficus
Musseromys beneficus — вид гризунів родини мишевих (Muridae). Він знайдений на горі Пулаг в Лусоні, Філіппіни. Цей вид був описаний у зоні зрілого мохового лісу на висоті 2695 метрів. 